# ロマノ・ヴルピッタ
ロマノ・ヴルピッタ（Romano Vulpitta、1939年 - ）は、イタリアの外交官、学者、作家。京都産業大学名誉教授。元欧州共同体駐日代表部次席代表。

## 来歴
1939年、王政下のイタリアの王都ローマに生まれ、幼少期には両親と共にイタリア社会共和国時代の独裁者ベニート・ムッソリーニと面会した経験を持つ。日独伊三国同盟下で育った事から日本に対して興味を抱き、独学で日本語を学んだという。1961年、共和制移行後のローマ大学を法学専攻で卒業した後、日本に留学して東京大学文学部の研究生となった。1964年、イタリア外務省に入省して外交官となり、駐日イタリア大使館書記を経て欧州委員会に出向、1975年から欧州共同体駐日代表部次席代表の要職を務めた。また欧州最古の東洋学の研究機関であるナポリ東洋大学の非常勤講師を兼任して現代日本文学を担当するなど、日本文化の専門家としても活躍した。
沖縄返還交渉時に佐藤内閣に協力していた国際政治学者の若泉敬と知り合い、若泉が京都産業大学世界問題研究所の所長であった縁から同大学の教員に招致されたという。1978年、イタリア外務省を退職して京都産業大学の教養部講師となり、1982年から教養部助教授に着任した。1983年、学部再編によって教養部から経営学部に移って「欧州企業論」を担当した。1990年、経営学部教授に着任して同学部の教育・研究で中心的な役割を果たし、2004年からは世界問題研究所所長も務めている。2009年3月、京都産業大学を定年退官、同大学から名誉教授に任命された。
作家としては文芸評論家の保田與重郎との交流を通じて伝記を記した他、ベニート・ムッソリーニについての日本語による伝記を執筆している。

## 著作

### 単著
- 『不敗の条件 保田與重郎と世界の思潮』（中央公論社〈中公叢書〉、1995年）
- 『ムッソリーニ 一イタリア人の物語』（中央公論新社〈中公叢書〉、2000年／ちくま学芸文庫、2017年）

### 共著
- 高森明勅編、遠藤浩一、富岡幸一郎、高市早苗、中村粲、斎藤吉久、ヴルピッタ・ロマノ、石平、高市早苗、山村明義著『靖國問題』（青林堂、2011年）